# Leicester's Men
Leicester's Men var ett engelskt teatersällskap, verksamt mellan 1572 och 1588.  Det var det kanske mest betydande teatersällskapet under 1570- och 80-talen.
År 1572 förändrades lösdrivarlagen vilket innebar att alla teatersällskap måste ha beskyddare för att inte definieras som lösdrivare. Det var den första engelska teatersällskap som fick kungligt patent, och det utgjorde förebild för de teatersällskap som följde efter dem.